# Jesper Hansen (football)
Pour les articles homonymes, voir Jesper Hansen et Hansen.
Jesper Hansen, né le 31 mars 1985 à Slangerup au Danemark, est un footballeur international danois. Il évolue au poste de gardien de but à l'AGF Aarhus.

## Biographie

### En club
Né à Slangerup au Danemark, Jesper Hansen est notamment formé par le FC Nordsjælland. Il joue son premier match pour le club le 17 mars 2008, lors d'une rencontre de championnat face au FC Midtjylland. Il est titularisé ce jour-là et son équipe est battue par un but à zéro.
Le 12 août 2013, Jesper Hansen rejoint la France afin de s'engager en faveur de l'Évian Thonon Gaillard. Il signe un contrat de trois saisons, soit jusqu'en juin 2016.
Le 18 août 2015, il signe au SC Bastia pour un contrat d'une saison.
Hansen fait son retour au Danemark à l'été 2016, s'engageant librement le 22 juin 2016 en faveur du Lyngby BK. Il signe un contrat de trois ans, soit jusqu'en juin 2019,.
Après une seule saison à Lyngby, Jesper Hansen rejoint le FC Midtjylland. Le transfert est officialisé le 24 juin 2017 et signe un contrat de trois ans, soit jusqu'en juin 2020.
Lors de l'été 2021, Jesper Hansen rejoint l'AGF Aarhus. Le transfert est annoncé le 17 juin 2021 et le gardien de 36 ans signe un contrat de deux ans, soit jusqu'en juin 2023, avec son nouveau club.
Le 30 avril 2023, Hansen prolonge son contrat avec l'AGF d'une saison supplémentaire, soit jusqu'en juin 2024.
Lors de la saison 2023-2024, Hansen est mis en concurrence avec Bailey Peacock-Farrell, arrivé en prêt durant l'été, et doit plus souvent se contenter d'un rôle de remplaçant au profit du gardien nord-irlandais. Malgré ce nouveau statut il prolonge son contrat avec le club d'Aarhus le 10 avril 2024, pour une saison supplémentaire.
Le 3 novembre 2024, Hansen joue son 400e match de première division danoise, lors d'une victoire face à son ancien club, le Lyngby BK (2-1 score final),. Retrouvant une place de titulaire lors de cette saison 2024-2025, Hansen se voit récompensé le 4 mars 2025 en signant un nouveau contrat avec Aarhus, jusqu'en juin 2026. Carsten V. Jensen, le directeur sportif du club, souligne à cette occasion le professionnalisme, son exigence élevée pour le club et lui-même, ainsi que son importance dans le vestiaire de l'AGF.

### En sélection
En novembre 2011, Jesper Hansen est convoqué pour la première fois avec l'équipe nationale du Danemark par le sélectionneur Morten Olsen. 
Hansen honore finalement sa première sélection avec le Danemark le 31 janvier 2013, lors d'un match amical contre le Mexique où il est titularisé (1-1 score final).

## Palmarès
- FC Nordsjælland
  - Champion du Danemark en 2012
  - Vainqueur de la Coupe du Danemark en 2010 et 2011
- FC Midtjylland
  - Champion du Danemark en 2018 et 2020.
  - Vainqueur de la Coupe du Danemark en 2019.

## Statistiques
| Saison    | Club                  | Pays         | Championnat | Coupes nationales | Coupes d'Europe | Danemark |
| --------- | --------------------- | ------------ | ----------- | ----------------- | --------------- | -------- |
| 2003-2004 | FC Nordsjælland       | SAS Ligaen   | -           | -                 | -               | -        |
| 2004-2005 | Ølstykke FC           | 1st Division | 15 matchs   | -                 | -               | -        |
| 2005-2006 | Ølstykke FC           | 1st Division | 15 matchs   | -                 | -               | -        |
| 2006-2007 | FC Nordsjælland       | SAS Ligaen   | -           | -                 | -               | -        |
| 2007-2008 | FC Nordsjælland       | SAS Ligaen   | 15 matchs   | -                 | -               | -        |
| 2008-2009 | FC Nordsjælland       | SAS Ligaen   | 18 matchs   | -                 | 6 matchs (C3)   | -        |
| 2009-2010 | FC Nordsjælland       | SAS Ligaen   | 21 matchs   | 5 matchs          | -               | -        |
| 2010-2011 | FC Nordsjælland       | Superligaen  | 33 matchs   | 5 matchs          | 2 matchs (C3)   | -        |
| 2011-2012 | FC Nordsjælland       | Superligaen  | 32 matchs   | 2 matchs          | 2 matchs (C3)   | -        |
| 2012-2013 | FC Nordsjælland       | Superligaen  | 33 matchs   | -                 | 6 matchs (C1)   | 1 match  |
| 2013-2014 | FC Nordsjælland       | Superligaen  | 2 matchs    | -                 | -               | -        |
| 2013-2014 | Évian Thonon Gaillard | Ligue 1      | 22 matchs   | 2 matchs          | -               | -        |
| 2014-2015 | Évian Thonon Gaillard | Ligue 1      | 15 matchs   | -                 | -               | -        |
| 2015-2016 | SC Bastia             | Ligue 1      | 4 matchs    | 2 matchs          | -               | -        |
| 2016-2017 | Lyngby BK             | Superligaen  | 35 matchs   | -                 | -               | -        |
| 2017-2018 | FC Midtjylland        | Superligaen  | 19 matchs   | 2 matchs          | 8 matchs (C3)   | -        |